# Zanac
 Zanac foi um jogo produzido pela Compile em 1986 e distribuído pela Pony para MSX, MSX2, NES, Famicom Disk System e Virtual Console.
Zanac foi um dos melhores jogos de ação espacial já feitos para o MSX, um jogo que exigia muita habilidade com o teclado/joystick, além de reflexos muito apurados.

## História
Milênios atrás, uma desconhecida raça alienígena criou um pequeno dispositivo conhecido como "System", contendo sabedoria e conhecimento ilimitados, mas também um enorme potencial destrutivo. Se propriamente aberto poderia garantir irrevelável sabedoria e conhecimento, mas se acessado incorretamente liberaria a quase completa destruição. A humanidade tentou acessar "System" e falhou. Espalhando através do espaço conhecido, conquistando e destruindo tudo à vista, "System" se tornou um perigo mortal a toda a vida. A humanidade descobriu como acessar corretamente o conhecimento e tecnologia em "System", mas não poderia parar sua expansão destrutiva por causa de seu poderoso sistema tático.
"System" ameaça engolir a galáxia inteira e destruir toda a vida, entretanto as defesas de "System" foram feitas para superar e destruir frotas inteiras. Em tese uma nave solitária não seria prioridade para seu sistema defensivo e poderia penetrar no coração de "System" para destruí-lo. A nave AFX-6502 "Zanac", a mais avançada já produzida, foi lançada numa missão desesperada para o coração de "System" para que possa ser desligado para sempre.

## Mecânica do jogo
O jogador controla uma nave espacial e tinha como objetivo destruir os inimigos que aparecem na tela.
O jogador também tem a opção de pegar bolas coloridas, representadas também por números, como armamento para facilitar a missão. A arma mais poderosa era a número 7, de cor roxa, que permitia tiros diagonais.
De quando em quando apareciam as bases inimigas, que deveriam ser destruídas num determinado tempo. Quanto mais tempo o jogador passasse sem perder naves, mais difícil o jogo ia se tornando. Para se chegar à fase final era necessário destruir uma base com um tempo mínimo ou então achar uma passagem secreta, na forma de bolas de energia, que com o tempo se tornavam pretas, abrindo a passagem do portal. A fase final do jogo é complexa e com muitos inimigos. Para fechar o jogo é necessário destruir uma base que se dividia em três partes.